# Гарт (Техас)
Гарт (англ. Hart) — місто (англ. city) в США, в окрузі Кастро штату Техас. Населення — 869 осіб (2020).

## Географія
Гарт розташований за координатами 34°23′9″ пн. ш. 102°6′54″ зх. д. / 34.38583° пн. ш. 102.11500° зх. д. (34.385754, -102.114988).  За даними Бюро перепису населення США в 2010 році місто мало площу 1,92 км², з яких 1,91 км² — суходіл та 0,01 км² — водойми.

## Демографія
Згідно з переписом 2010 року, у місті мешкало 1114 осіб у 355 домогосподарствах у складі 284 родин. Густота населення становила 580 осіб/км².  Було 402 помешкання (209/км²).
Расовий склад населення:
| - 61,6 % — білих - 3,1 % — чорних або афроамериканців - 0,4 % — корінних американців - 0,4 % — азіатів - 32,1 % — осіб інших рас |

До двох чи більше рас належало 2,3 %. Частка іспаномовних становила 74,9 % від усіх жителів.
За віковим діапазоном населення розподілялося таким чином: 32,1 % — особи молодші 18 років, 55,3 % — особи у віці 18—64 років, 12,6 % — особи у віці 65 років та старші. Медіана віку мешканця становила 32,0 року. На 100 осіб жіночої статі у місті припадало 104,4 чоловіків;  на 100 жінок у віці від 18 років та старших — 106,6 чоловіків також старших 18 років.
Середній дохід на одне домашнє господарство  становив 67 461 долар США (медіана — 43 750), а середній дохід на одну сім'ю — 75 800 доларів (медіана — 47 813). За межею бідності перебувало 16,9 % осіб, у тому числі 29,4 % дітей у віці до 18 років та 8,5 % осіб у віці 65 років та старших.
Цивільне працевлаштоване населення становило 466 осіб. Основні галузі зайнятості: сільське господарство, лісництво, риболовля — 21,7 %, роздрібна торгівля — 18,7 %, освіта, охорона здоров'я та соціальна допомога — 13,3 %, транспорт — 12,4 %.